# جيريمي ويد
جيريمي ويد (بالإنجليزية: Jeremy Wade)‏ هو كاتب وأحيائي ومقدم تلفزيوني بريطاني، ولد في 23 مارس 1956 في سوفولك في المملكة المتحدة.

## وصلات خارجية
- الموقع الرسمي
- جيريمي ويد على موقع IMDb (الإنجليزية)
- جيريمي ويد على موقع ألو سيني (الفرنسية)
- جيريمي ويد على موقع قاعدة بيانات الفيلم (الإنجليزية)